# Guillaume Tell (opera)
Guillaume Tell (in het Nederlands: Willem Tell, in het Italiaans: Guglielmo Tell) is een opera in vier bedrijven van Gioachino Rossini op een Frans libretto door Étienne de Jouy en Hippolyte Bis, gebaseerd op Friedrich Schillers toneelstuk Wilhelm Tell, dat op zijn beurt is gebaseerd op de legende van Willem Tell. Hij werd voor de eerste maal uitgevoerd aan het Théâtre de l'Académie Royale de Musique op 3 augustus 1829. Deze opera was Rossini's laatste, hoewel de componist na het componeren ervan nog bijna veertig jaar leefde.
De lengte van de opera, ruwweg vier uur muziek, en de vereisten die worden gesteld aan de rolbezetting, onder meer vanwege de hoge noten in de tenorpartij, hebben bijgedragen aan de moeilijkheid het werk uit te voeren. Wanneer het wordt uitgevoerd, wordt het vaak zwaar gecoupeerd. Uitvoeringen worden gegeven in zowel het Frans als in het Italiaans.
Andere – politieke – bedenkingen hebben bijgedragen aan het wisselende fortuin van het werk. In Italië ontmoette de opera moeilijkheden met de Italiaanse censuur, aangezien het werk een revolutionaire figuur strijdend tegen het gezag verheerlijkt. Het aantal uitvoeringen in Italië was daarom beperkt. Het Teatro San Carlo produceerde de opera in 1833, doch gaf de volgende vijftig jaren geen andere uitvoering. De eerste uitvoering in Venetië, aan het Teatro La Fenice, was niet eerder dan in 1856. Daarentegen gaf de Wiener Hofoper, ondanks moeilijkheden met censuur daar, 422 uitvoeringen in de jaren 1830-1907.

## Rolverdeling
| Rol                                                                  | Stemtype     | Rolverdeling première, 3 augustus 1829 (dirigent: François Antoine Habeneck) |
| -------------------------------------------------------------------- | ------------ | ---------------------------------------------------------------------------- |
| Guillaume Tell                                                       | bariton      | Henri-Bernard Dabadie                                                        |
| Hedwige, zijn vrouw                                                  | mezzosopraan | Mlle Mori                                                                    |
| Jemmy, zijn zoon                                                     | sopraan      | Louise-Zulme Dabadie                                                         |
| Mathilde, een prinses uit het huis Habsburg                          | sopraan      | Laure Cinti-Damoreau                                                         |
| Arnold Melcthal                                                      | tenor        | Adolphe Nourrit                                                              |
| Melcthal, zijn vader                                                 | bas          | Bonel                                                                        |
| Gessler, de Oostenrijkse gouverneur van de kantons van Uri en Schwyz | bas          | Alexandre Prévost                                                            |
| Walter Furst                                                         | bas          | Nicolas Levasseur                                                            |
| Ruodi, een visser                                                    | tenor        | Alexis Dupont                                                                |
| Leuthold, een herder                                                 | bas          | Ferdinand Prévôt                                                             |
| Rodolphe, kapitein van Gesslers garde                                | tenor        | Jean-Étienne Massol                                                          |
| Een jager                                                            | bariton      | Beltrame Pouilley                                                            |
| Boeren, herders, ridders, pages, dames, soldaten                     |              |                                                                              |

## Ouverture
Heden ten dage is de opera met name bekend vanwege zijn beroemde ouverture. Zijn energieke finale is in het bijzonder bekend door het gebruik ervan in de Amerikaanse radio- en televisieshows van The Lone Ranger. Verscheidene delen van de ouverture werden prominent gebruikt in de films A Clockwork Orange en The Eagle Shooting Heroes. De ouverture valt uiteen in vier delen, elk overgaand in de volgende:
- Prelude – een langzaam gedeelte beginnend met een passage voor vijf cello's;
- Storm – een levendig gedeelte gespeeld door het volledige orkest;
- Ranz des Vaches – een "oproep aan de melkkoeien" met de Engelse hoorn;
- Finale – zeer levendige "aanstormen van de cavalerie" (galop), aangekondigd door hoorns en trompetten en gespeeld door het volledige orkest.

## Synopsis
Plaats: Zwitserland
Tijd: veertiende eeuw
Voorafgaande aan het begin van de opera heeft Arnold (zoon van de Zwitserse leider Melcthal) Mathilde (een Oostenrijkse prinses) bij een lawine gered. De politieke situatie ten spijt zijn Arnold en Mathilde verliefd geworden op elkaar.

### Eerste bedrijf
Het is de dag van het herdersfeest, in mei, nabij het Meer van Luzern. Volgens de gewoonte zegent Melchtal de stelletjes bij de viering. Arnold sluit zichzelf evenwel uit van dit voorrecht, aangezien hij heen en weer geslingerd wordt door zijn liefde voor zijn vaderland en zijn liefde voor Mathilde. Hoornfanfares onderbreken het feest, en kondigen de aankomst aan van Gessler, de Oostenrijkse gouverneur, die de Zwitsers haten. Leuthold komt dan, achtervolgd door Gesslers troepen. Een van Gesslers soldaten heeft getracht Leutholds dochter aan te randen, en Leuthold doodde de soldaat om haar te verdedigen. Hij wil ontkomen, en het meer is de enige uitweg. Guillaume Tell biedt zijn hulp aan. Gesslers garde arriveert, geleid door Rodolphe. Leuthold slaagt erin te ontkomen met hulp van Tell, doch als vergelding neemt Gesslers garde Melchtal gevangen.

### Tweede bedrijf
In een vallei nabij een meer ontmoeten Arnold en Mathilde elkaar en opnieuw betuigen zij elkaar hun liefde. Tell en Walter arriveren, en berichten Arnold dat Gessler de executie van Melchtal heeft bevolen. Arnold zweert wraak. Arnold, Tell en Walter zweren een eed om Zwitserland te bevrijden. Zij inspireren de kantons om zich te verenigen in deze poging.

### Derde bedrijf
Op het marktplein in Altdorf, de dag is de honderdste verjaardag van de Oostenrijkse overheersing in Zwitserland. Gessler heeft ter herdenking zijn hoed geplaatst op het uiteinde van een paal en de Zwitsers wordt bevolen eer te bewijzen aan de hoed. Tell arriveert met zijn zoon Jemmy. Tell weigert de hoed hulde te brengen. Gessler herkent Tell als de man die Leuthold redde, en wil hem op de een of andere wijze straffen. Hij beveelt Tell een appel van Jemmy’s hoofd te schieten, in de hoop dat Tell zijn zoon zal verwonden. Tell doorboort echter de appel, en zegt Gessler dat, had hij het schot gemist, hij zijn volgende pijl zou hebben gebruikt tegen hem. Gessler beveelt dat Tell wordt gearresteerd.

### Vierde bedrijf
Een Zwitsers opstandelingenleger komt aan, en de strijd volgt. Tell doodt Gessler met een pijl door het hart. De Zwitsers komen als overwinnaars uit de strijd tevoorschijn. Mathilde en Arnold, zeker van hun liefde, verenigen zich aan het einde.

## Bekende aria's
- Asile héréditaire (Arnold)
- Sois immobile (Tell)
- Sombre forêt (Mathilde)

## Geselecteerde opnamen
| Jaar | Bezetting | Dirigent operagezelschap en orkest                                        | Label                                                                            |
| ---- | --- | ------------------------------------------------------------------------- | -------------------------------------------------------------------------------- |
| 1956 | Dietrich Fischer-Dieskau, Gianni Jaia, Giuseppe Modesti, Ivan Jardi, Jolanda Mancini, Giannella Borelli, Antonio Pirino, Sergio Nicolai, Enrico Campi, Anita Cerquetti, Tommaso Soley, Sergio Liliani       | Mario Rossi, koor en orkest van Radio Italiana, Milano                    | Myto 3 MCD 001.216 uitzending van 1956, met coupures, gezongen in het Italiaans  |
| 1965 | Giangiacomo Guelfi, Leyla Gencer, Gianni Raimondi, Leyla Bersiani, Annamaria Rota, Enrico Campi, Paolo Washington, Bruno Marangoni, Pietro Bottazzo, Silvano Pagliuca, Mario Guggia                         | Fernando Previtali, koor en orkest van het Teatro San Carlo, Napels       | Great Opera Performances 715-CD 3 uitvoering van 1965, gezongen in het Italiaans |
| 1990 | Gabriel Bacquier, Montserrat Caballé, Nicolai Gedda, Mady Mesplé, Jocelyne Taillon, Louis Hendrikx, Kolos Kovacs, Gwynne Howell, Charles Burles, Nicholas Christou, Ricardo Cassinelli, Leslie Fyson        | Lamberto Gardelli, Ambrosian Opera Chorus; Royal Philharmonic Orchestra   | EMI Classics 7 69951 2, gezongen in het Frans                                    |
| 1986 | Sherrill Milnes, Mirella Freni, Luciano Pavarotti, Della Jones, Elizabeth Connell, Ferruccio Mazzoli, Nicolai Ghiaurov, John Tomlinson, Cesar Antonio Suarez, Richard van Allan, Piero de Palma, John Noble | Riccardo Chailly, Ambrosian Opera Chorus, National Philharmonic Orchestra | Decca Classics 437 154-2, gezongen in het Italiaans                              |
| 1990 | Giorgio Zancanaro, Cheryl Studer, Chris Merritt, Giorgio Surjan, Franco de Grandis, Amelia Felle, Luciana d'Intino, Vittorio Terranova, Alberto Noli, Luigi Roni, Ernesto Gavazzi, Ernesto Panariello       | Riccardo Muti, koor en orkest van het Teatro alla Scala, Milaan           | Philips 422 391-2                                                                |

La cambiale di matrimonio (1810) · L'equivoco stravagante (1811) · L'inganno felice (1812) · Ciro in Babilonia (1812) · La scala di seta (1812) · Demetrio e Polibio (1812) · La pietra del paragone (1812) · L'occasione fa il ladro (1812) · Il signor Bruschino (1813) · Tancredi (1813) · L'italiana in Algeri (1813) · Aureliano in Palmira (1813) · Il turco in Italia (1814) · Sigismondo (1814) · Elisabetta, regina d'Inghilterra (1815) · Torvaldo e Dorliska (1815) · Il barbiere di Siviglia (1816) · La gazzetta (1816) · Otello (1816) · La Cenerentola (1817) · La gazza ladra (1817) · Armida (1817) · Adelaide di Borgogna (1817) · Mosè in Egitto (1818) · Ricciardo e Zoraide (1818) · Adina (1818) · Ermione (1819) · Eduardo e Cristina (1819) · La donna del lago (1819) · Bianca e Falliero (1819) · Maometto II (1820) · Matilde di Shabran (1821) · Zelmira (1822) · Semiramide (1823) · Ugo, re d'Italia (1824) · Il viaggio a Reims (1825) · Le siège de Corinthe (1826) · Ivanhoé (1826) · Moïse et Pharaon (1827) · Le comte Ory (1828) · Guillaume Tell (1829)